# Parafimbrios
Parafimbrios — рід змій родини ксенодермових (Xenodermidae). Представники цього роду мешкають в Південно-Східній Азії.

## Види
Рід Parafimbrios нараховує 2 види:
- Parafimbrios lao Teynié, David, Lottier, Vidal & Nguyen, 2015
- Parafimbrios vietnamensis Ziegler, Ngo, Pham, Nguyen, Le & Nguyen, 2018

## Етимологія
Наукова назва роду Parafimbrios походить від сполучення слова дав.-гр. παρα — близько і наукової назви роду Fimbrios M.A. Smith, 1921.